# Copa Profesional de Microfútbol 2011 (Colombia)
La Copa Postobon de Microfútbol 2011 fue la tercera edición de la Copa Profesional de Microfútbol. Comenzó a disputarse el 30 de abril y terminó el 20 de octubre.

## Sistema de juego
En la primera fase se jugaron 18 fechas, bajo el sistema de todos contra todos divididos en dos grupos de 9 equipos cada uno. Los dos primeros de cada grupo y los dos mejores de la tabla general avanzaron a cuadrangulares semifinales (2 con 4 equipos cada uno).
Jugadas las 6 fechas de los cuadrangulares los ganadores de cada grupos clasificaron a jugar la final del campeonato 2011.
En caso de haber empate en puntos dentro de la tabla de posiciones de la fase todos contra todos, se definirá el orden de clasificación teniendo en cuenta los siguientes criterios, en orden de preferencia:
1. Mayor diferencia de goles.
2. Mayor número de goles a favor.
3. Mayor número de goles a favor como visitante.
4. Menor número de goles en su contra como visitante.
5. Por sorteo

## Datos de los clubes
| Equipo                  | Entrenador        | Departamento       | Ciudad        | Coliseo                    | Aforo |
| ----------------------- | ----------------- | ------------------ | ------------- | -------------------------- | ----- |
| Atlético Villavicencio  | Engelberth Vergel | Meta               | Villavicencio | Álvaro Mesa Amaya          | 4.500 |
| Bello Independiente     |                   | Antioquia          | Bello         | Polideportivo Tulio Ospina | 6.500 |
| Bello Innovar 80        | Cristián Pérez    | Antioquia          | Bello         | Polideportivo Tulio Ospina | 6.500 |
| Bogotá Saeta FSC        |                   | Bogotá             | Bogotá        | Cayetano Cañizares         | 4.000 |
| Bucaramanga FSC         |                   | Santander          | Bucaramanga   | Bicentenario               | 7.280 |
| Chiquinquirá Esmeraldas |                   | Boyacá             | Chiquinquirá  | Coliseo IMDECUR            | 1.100 |
| Jairuby FSC             |                   | Antioquia          | Bello         | Polideportivo Tulio Ospina | 6.500 |
| Independiente Santander |                   | Santander          | Bucaramanga   | Bicentenario               | 7.280 |
| La Noria FSC            |                   | Cundinamarca       | Fusagasugá    | Coliseo Municipal          |       |
| Leones de Nariño        |                   | Nariño             | Pasto         | Sergio Antonio Ruano       | 3.500 |
| Motilones FDS           |                   | Norte de Santander | Cúcuta        | Toto Hernández             | 7.000 |
| Potros de Casanare      |                   | Casanare           | Yopal         | Coliseo 20 de Julio        |       |
| P&Z Bogotá              |                   | Bogotá             | Bogotá        | Cayetano Cañizares         | 4.000 |
| Real Cafetero           |                   | Quindío            | Armenia       | Coliseo del Café           | 9.000 |
| Real Opita              |                   | Huila              | Neiva         | Álvaro Sánchez Silva       | 8.000 |
| Rinocerontes FSC        |                   | Bolívar            | Cartagena     | Northon Madrid             | 1.500 |
| Tiburones FSC           |                   | Atlántico          | Barranquilla  | Elías Chegwin              | 5.000 |
| Tolima FSC              |                   | Tolima             | Ibagué        | Enrique Triana Castillo    | 3.000 |